# Glossario di teoria dei campi
Questa pagina è dedicata ad un glossario di teoria dei campi che vuole anche aiutare, insieme alla pagina della Categoria:Teoria dei campi, a rintracciare gli articoli di tale settore della matematica.

## Definizione di campo
Un campo è un anello commutativo unitario (o con unità) (F,+,*,0,1) nel quale ogni elemento diverso dallo zero è invertibile. Sopra un campo si possono effettuare le quattro operazioni razionali: addizione, sottrazione, moltiplicazione e divisione. Ciò fa dei campi gli ambienti più vantaggiosi per le attività computazionali e di conseguenza per numerose applicazioni.

## Definizioni di base
Gruppo moltiplicativo di un campo chiamato FGruppo abeliano costituito dagli elementi diversi da zero di F munito del prodotto; si denota tradizionalmente F×.
Caratteristica del campo FIl più piccolo intero positivo n tale che n·1 = 0; qui n·1 sta per la somma di n sommandi 1 + 1 + 1 + ... + 1. Se un tale intero non esiste si dice che la caratteristica del campo è zero. Ogni caratteristica diversa da zero è un numero primo. Ad es. i campi dei numeri razionali, dei numeri reali e dei numeri p-adici hanno caratteristica 0, mentre il campo finito Zp ha caratteristica p.
Anello dei polinomi con coefficienti nel campo FSi denota tradizionalmente F[x].
Sottocampo del campo FSottoinsieme di F chiuso rispetto alle operazioni + e * del campo e che, con queste operazioni, costituisce esso stesso un campo.
Sottocampo primo del campo FL'intersezione di tutti i sottocampi di F, è esso stesso un sottocampo ed è dunque il più piccolo sottocampo di F. Viene anche chiamato sottocampo fondamentale (o minimo).
Estensione di campiSe F è sottocampo di E si dice che E è un campo estensione di F; si può anche dire che E è un sovracampo di F.
Estensione algebrica del campo FSe un elemento α di un campo estensione E di F è la radice di un polinomio in F[x], allora α si dice elemento algebrico su F. Se ogni elemento di E è algebrico su F, si dice che E è una estensione algebrica di F.
Campo di spezzamentoCampo estensione generato dalla fattorizzazione completa di un polinomio.
Estensione normaleCampo estensione generato dalla fattorizzazione completa di un insieme di polinomi.
Estensione separabileCampo estensione generato dalle radici di polinomi separabili.
Elemento primitivoElemento α di un campo estensione E sopra un campo F tale che E=F(α), il minimo campo estensione contenente α.
Campo perfettoCampo tale che ogni sua estensione finita è separabile. Tutti i campi di caratteristica zero e tutti i campi finiti sono perfetti.
Campo algebricamente chiusoEstensione algebrica massimale di un campo F è la sua chiusura algebrica. Un campo è algebricamente chiuso se coincide con la propria chiusura algebrica.
Elemento trascendente di un campo FElemento che non è algebrico su F.
Grado di trascendenzaNumero di elementi trascendenti indipendenti in un campo estensione. Viene usato per definire la dimensione di una varietà algebrica.

## Omomorfismi
Omomorfismo tra due campi E e F
Una funzione
{\displaystyle f:E\to F}
che sia un omomorfismo di anelli, cioè tale che per tutti gli x e y in E:
f(x + y) = f(x) + f(y)
f(xy) = f(x) f(y)
e tale che
f(1) = 1
Queste proprietà implicano che f(0) = 0, f(x−1) = f(x)−1 per ogni x in E diverso da 0, e che f è iniettiva. La classe dei campi munita di questi omomorfismi forma una categoria.
Campi isomorfiDue campi E e F sono detti isomorfi se tra di loro esiste un omomorfismo biiettivo
{\displaystyle f:E\to F}
Due campi isomorfi si possono identificare per tutte le applicazioni pratiche. Occorre osservare che questa identificazione la si può ottenere con diversi isomorfismi. Vedi ad esempio la coniugazione complessa.

## Campi specifici
Campo finitoCampo con insieme sostegno finito.
Campo ordinatoCampo munito di un ordine totale compatibile con le sue operazioni.
Campo dei numeri razionali (Campo dei razionali)V. numero razionale
Campo dei numeri realiV. numero reale
Campo dei numeri complessiV. numero complesso
Campo numericoEstensione algebrica del campo dei numeri razionali.
Campo dei numeri algebriciQuesto campo (v. numero algebrico) è l'estensione algebricamente chiusa del campo dei numeri razionali. Le loro proprietà sono indagate nella teoria dei numeri algebrici.
Campo quadraticoEstensione di grado 2 del campo dei razionali.
Campo ciclotomicoEstensione del campo dei numeri razionali generata da una radice dell'unità.
Campo totalmente realeCampo numerico generato da una radice di un polinomio che ha tutte le sue radici reali.

## Teoria di Galois
Estensione di GaloisCampo estensione normale e separabile.
Gruppo di GaloisIl gruppo degli automorfismi di una estensione di Galois. Nel caso di una estensione finita è un gruppo finito di ordine uguale al grado dell'estensione. I gruppi di Galois delle estensioni infinite sono gruppi profiniti.
Teoria di KummerLa teoria di Galois del prendere radici n-esime, date abbastanza radici dell'unità. Include la teoria generale delle estensioni quadratiche.
Teoria di Artin - ScheierCopre un caso eccezionale per la teoria di Kummer in caratteristica p.
Prodotto tensoriale di campiSettore fondazionale dell'algebra concernente l'operazione compositum (giunzione, join, di campi).
Teoria di Galois alla GrothendieckApproccio molto astratto a partire dalla geometria algebrica, sviluppato per studiare l'analogo del gruppo fondamentale.